# Мачете (филм)
„Мачете“ (на английски: Machete) е американски филм от 2010 година, екшън трилър на режисьорите Робърт Родригес и Итън Маникис по сценарий на Робърт и Алваро Родригес.
В центъра на сюжета е бивш мексикански полицай, въвлечен в инсцениран атентат срещу свързан с организираната престъпност американски антиимигрантски политик, и опитите му да отмъсти на организаторите на атентата. Главните роли се изпълняват от Дани Трехо, Мишел Родригес, Джесика Алба, Джеф Фейхи, Робърт Де Ниро.